# To Infinity and Beyond!: The Story of Pixar Animation Studios
 Ao infinito e além!: A história da Pixar Animation Studios é um livro humorístico de Arte Visual criado por Karen Paik, e conta a história da Pixar Animation Studios. Foi lançado em 1 de novembro de 2007 de acordo com a Amazon.com, e apresenta prefácios de Ed Catmull, Steve Jobs e John Lasseter. Leslie Iwerks colaborou com Paik no livro.